# Oliver Twist (film 1912)
Oliver Twist – brytyjski film niemy z 1912 roku będący adaptacją utworu Karola Dickensa o tym samym tytule.

## Obsada
- Ivy Millais jako Oliver Twist
- Alma Taylor jako Nancy
- John McMahon jako Fagin
- Harry Royston jako Bill Sykes
- Flora Morris jako Rose Maylie
- Mr. Rivary jako Pan Brownlow
- Willie West jako Krętacz